# Silvius aquila
Silvius aquila är en tvåvingeart som beskrevs av Philip 1967. Silvius aquila ingår i släktet Silvius och familjen bromsar. Inga underarter finns listade i Catalogue of Life.